# Waterloo & Robinson
Waterloo & Robinson es una banda de música austriaca formada por Johann Kreuzmayr ("Waterloo") y Josef Krassnitzer ("Robinson"). El origen del nombre se desconoce, aunque puede relacionarse a Waterloo, la canción ganadora del Festival de la Canción de Eurovisión 1974.
El dúo se hizo famoso al representar a Austria en el Festival de la Canción de Eurovisión 1976, interpretando la canción My Little World, en el que alcanzaron el 5º lugar con 80 puntos. Esta canción fue la primera vez que Austria interpretó totalmente en inglés en el Festival.
Recientemente, el dúo entró en la preselección para representar a Austria en el Eurovisión 2004, perdiendo contra la boyband Tie Break. Esto causó algo de controversia cuando Waterloo & Robinson protestaron que la canción de Tie Break (Du bist) era más larga de los 3 minutos permitidos bajo las reglas del concurso - terminando entre el 3:09 y 3:11 dependiendo del estéreo usado.
El dueto fue citado diciendo: "Si los esquiadores pelearan sobre la décima parte de un segundo, nos debería ser permitido ir a corte por un exceso del 5% del tiempo" e interpusieron una demanda legal contra la interpretación de Tie Break. El recurso no fue mantenido.

## Discografía
- 1974 – Sing my song
- 1975 - Please love me
- 1975 - Unsere Lieder
- 1976 - Songs
- 1976 - Clap your hands

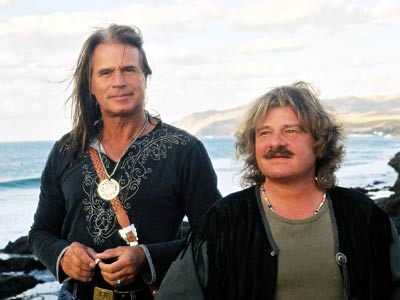
Waterloo & Robinson, 2003.

- 1976 - The best of Waterloo & Robinson 1971 - 1976 (Doppelalbum)
- 1977 - Hollywood - The best of Waterloo & Robinson (nur in Deutschland)
- 1977 - Successen (nur in Niederlande)
- 1977 - Beautiful time
- 1977 - The Original
- 1977 - Weihnachten mit Waterloo & Robinson (Maxisingle)
- 1978 - Wild, wild land
- 1980 - Brand new start
- 1980 - Ich denke oft an...
- 1981 - Spiegelbilder
- 1982 - Unsere schönsten Lieder
- 1982 - Ihre 16 größten Erfolge
- 1988 - Poptakes
- 1992 - Weihnachten mit Waterloo & Robinson
- 1994 - Powertime
- 1995 - Private Collection
- 1998 – Master Series
- 1999 - Hollywood 2000
- 2002 - Marianne

### Singles
- 1971 - Du kannst sehen
- 1972 - Sag´ woher wehst du Wind
- 1972 - Lili´s Haus
- 1973 - Mamy & Dad
- 1973 - Sailor
- 1973 - Waterloo & Robinson Song
- 1974 - Baby Blue
- 1974 - Hollywood
- 1974 - Das war Hollywood von gestern
- 1974 - Midnight movie (nur in Großbritannien)
- 1975 - Old times again
- 1975 - Straßen der Nacht
- 1975 - Walk away
- 1975 - Geh zu ihr
- 1976 - My little world
- 1976 - Meine kleine Welt
- 1976 - Danke schön!
- 1976 - Sunday 16
- 1976 - My, my, my
- 1976 - Du bist frei
- 1977 - Hide away
- 1977 - Stille Nacht
- 1977 - Cadillac Cafe
- 1978 - Unser kleines Team
- 1978 - Im Garten Eden
- 1978 - Himmel, Donner, Arm und Zwirn
- 1978 - Chocolata
- 1978 - Bye, bye, bye little butterfly
- 1979 - Do you remember Marianne
- 1979 - Ich denk´ noch oft an Marianne
- 1979 - Sally, they´re selling the army
- 1980 - Du, die verkaufen die Army
- 1980 - Eleonora
- 1981 - Frühstück in Berlin
- 1992 - Barcelona
- 1996 - Crema
- 1997 - Write on
- 1998 - Willkommen Österreich
- 2000 - 2gether we r strong (Waterloo & Robinson feat. Panah)
- 2000 - In der schönen Weihnachtszeit (Waterloo & Robinson & Kindergarten Walding)
- 2002 - Na Naa.Nanana Live is life
- 2003 - Marilyn
- 2004 - You can change the world